# Тълса (окръг, Оклахома)
Окръг Тълса (на английски: Tulsa County) е окръг в щата Оклахома, Съединени американски щати. Площта му е 1520 km², а населението – 603 403 души (2010). Административен център е град Тълса.